# Luna 16
Luna 16 (rusky Луна 16) byla další automatická meziplanetární sonda ze Sovětského svazu, z programu Luna, která v roce 1970 poprvé pro SSSR dokázala dopravit z Měsíce vzorky měsíční horniny. V katalogu COSPAR byla později označena jako 1970-072A.

## Popis sondy

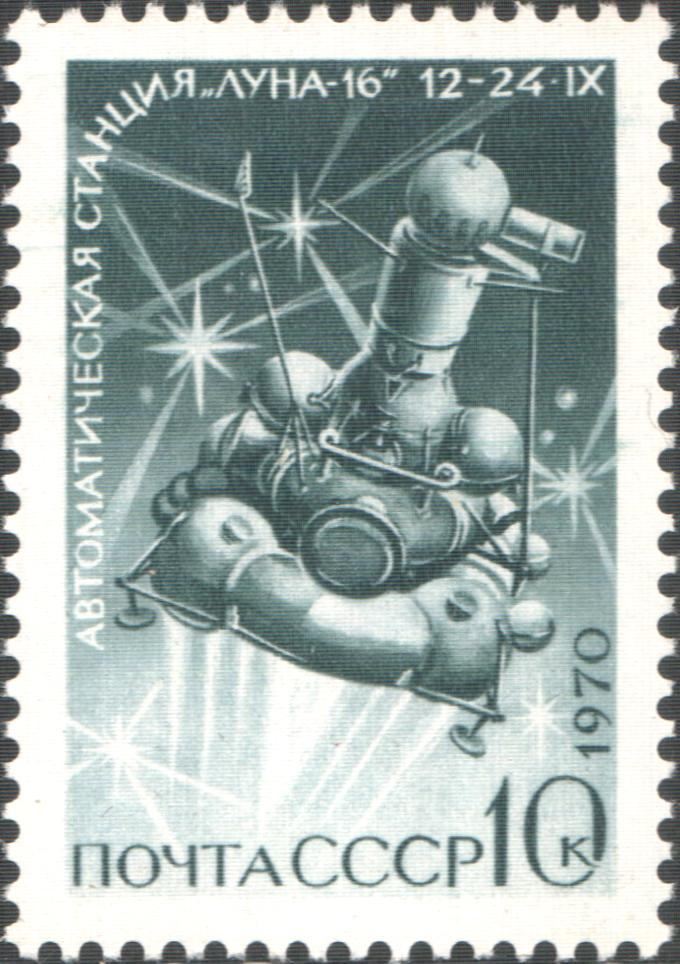
Luna 16 na sovětské poštovní známce

Použitý typ E-8-5 byl vyroben jako všechny Luny v konstrukčním středisku OKB Lavočkina v Chimkách. Byl stejný, jako u neúspěšné Luny 15.
Hmotnost sondy byla při startu 5600 kg, bez pohonných hmot 4300 kg, výrobní číslo měla 406. V době přistání na Měsíci byla hmotnost 1880 kg.

## Průběh mise
Start nosné rakety Proton K/D se sondou byl krátce po poledni 12. září 1970 z kosmodromu Bajkonur. Nejprve byla vynesena na nízkou oběžnou dráhu 185-241 km nad Zemí (též uváděna jako parkovací) a z ní za 70 minut pomocí nosné rakety pokračovala v letu směrem k Měsíci. Jediná korekce během přeletu byla provedena 13. září.
Téměř v půlnoci 16. září se u Měsíce zapálil na chvíli brzdící motor a sonda se tak ocitla na selenocentrické oběžné dráze. Pomocí dvou drobných korekcí byly parametry dráhy upraveny. Dne 20. září bylo provedeno měkké přistání na povrchu v oblasti Mare Fecunditatis (Moře hojnosti). Ještě před ránem byla vrtačkou odvrtána hornina, dopravena i s tímto vzorkem zpět do sondy a dvě hodiny poté (21. září v 7,43 UT) již návratové pouzdro odstartovalo na zpáteční cestu k Zemi.
Dne 24. září se sonda dostala k Zemi, oddělilo se od ní přistávací pouzdro se vzorkem a přistálo s ním zabrzděno padákem na území Kazachstánu, 80 km jihozápadně od Džezkazganu. Jedenáctidenní mise byla úspěšně splněna.
Část vzorku 1,07 g byla později poskytnuta československým vědcům z ČSAV.